# Виллар-Сен-Кристоф
Виллар-Сен-Кристоф (фр. Villard-Saint-Christophe) — коммуна во Франции, находится в регионе Рона — Альпы. Департамент коммуны — Изер. Входит в состав кантона Матезин-Триев. Округ коммуны — Гренобль.
Код INSEE коммуны — 38552. Население коммуны на 1999 год составляло 272 человека. Населённый пункт находится на высоте от 940  до 2 176  метров над уровнем моря. Муниципалитет расположен на расстоянии около 510 км юго-восточнее Парижа, 115 км юго-восточнее Лиона, 24 км южнее Гренобля. Мэр коммуны — Denise Rippert, мандат действует на протяжении 2001—2008 гг.
Динамика населения (INSEE):